# Juradó
Juradó é um município da Colômbia, localizado no departamento de Chocó.